# Всесвітня виставка 1939

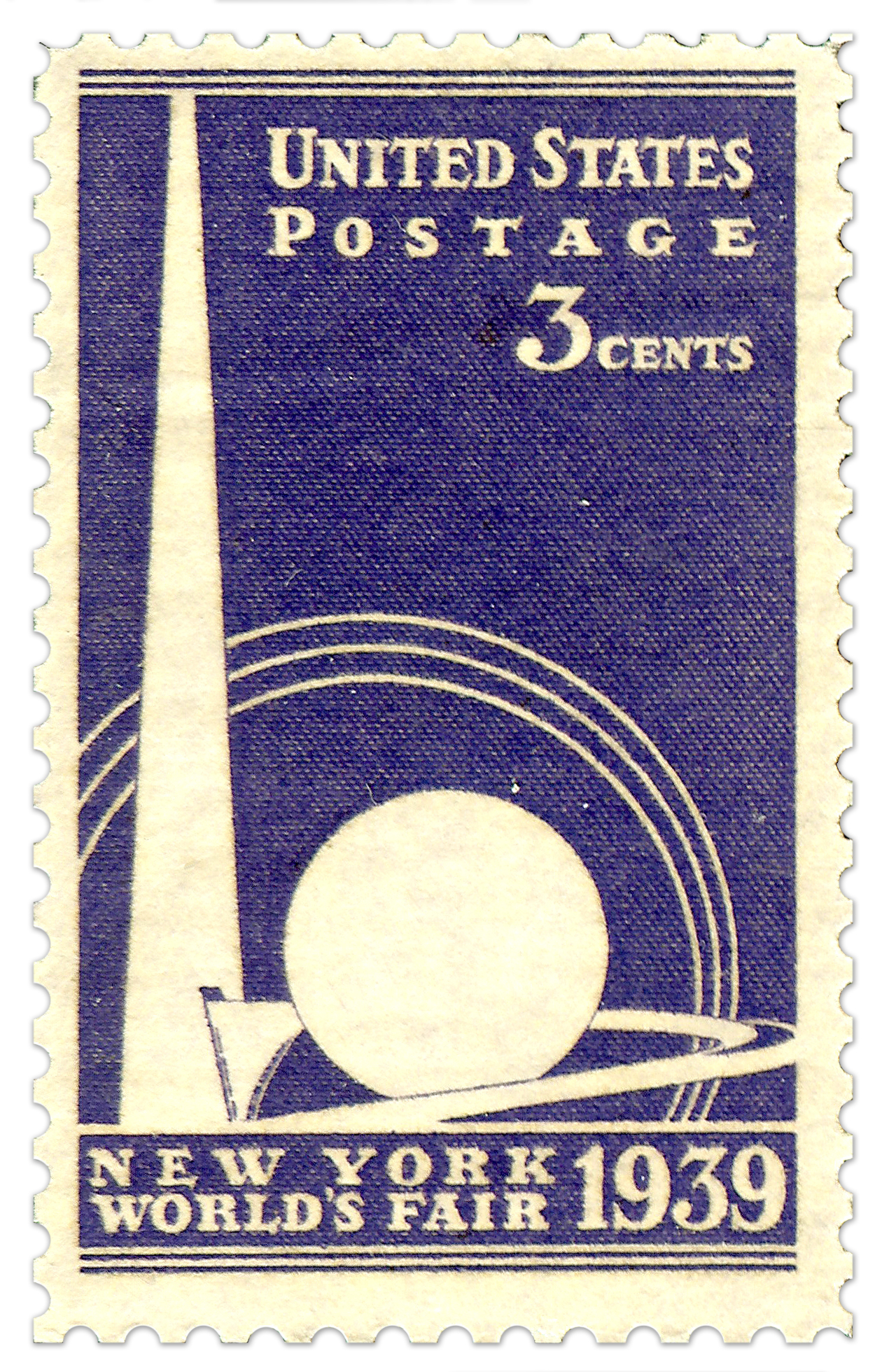

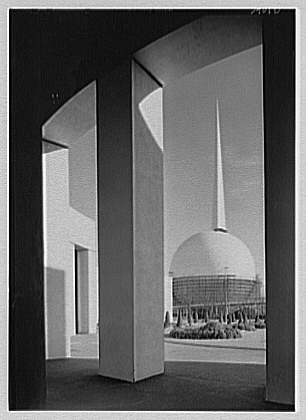

Всесвітня виставка 1939 року в Нью-Йорку (англ. 1939-40 New York World's Fair) була відкрита 30 квітня 1939 і тривала до 27 жовтня 1940.
Виставковий ареал займав площу 4,9 км², що досі є не побитим рекордом. Виставку відвідало близько 44 мільйонів осіб.
Виставка була розділена на зони за темами (транспорт, комунікація, продовольство, управління і т. д.).

## Цікаві факти
Саме з цього заходу в США почалося регулярне телемовлення, здійснюване компанією NBC: на відкритті виставки президент Франклін Рузвельт вперше постав на телеекранах перед приголомшеними глядачами — більшість з них бачило телевізійну картинку вперше.
Від СРСР на всесвітній виставці експонувалися пам'ятники Володимиру Леніну і І. В. Сталіну, виконані в 1938 з рожевого граніту скульптором Сергієм Меркуровим, які були зменшеними копіями його ж пам'ятників, встановлених в 1937 в наукограді Дубна на каналі імені Москви.
Згодом пам'ятник В. Леніну був встановлений в Києві на Бесарабській площі. Пам'ятник І. В. Сталіну за рішенням Московської Міської Ради від 24 жовтня 1991 був перенесений в Парк Мистецтв.

## Галерея

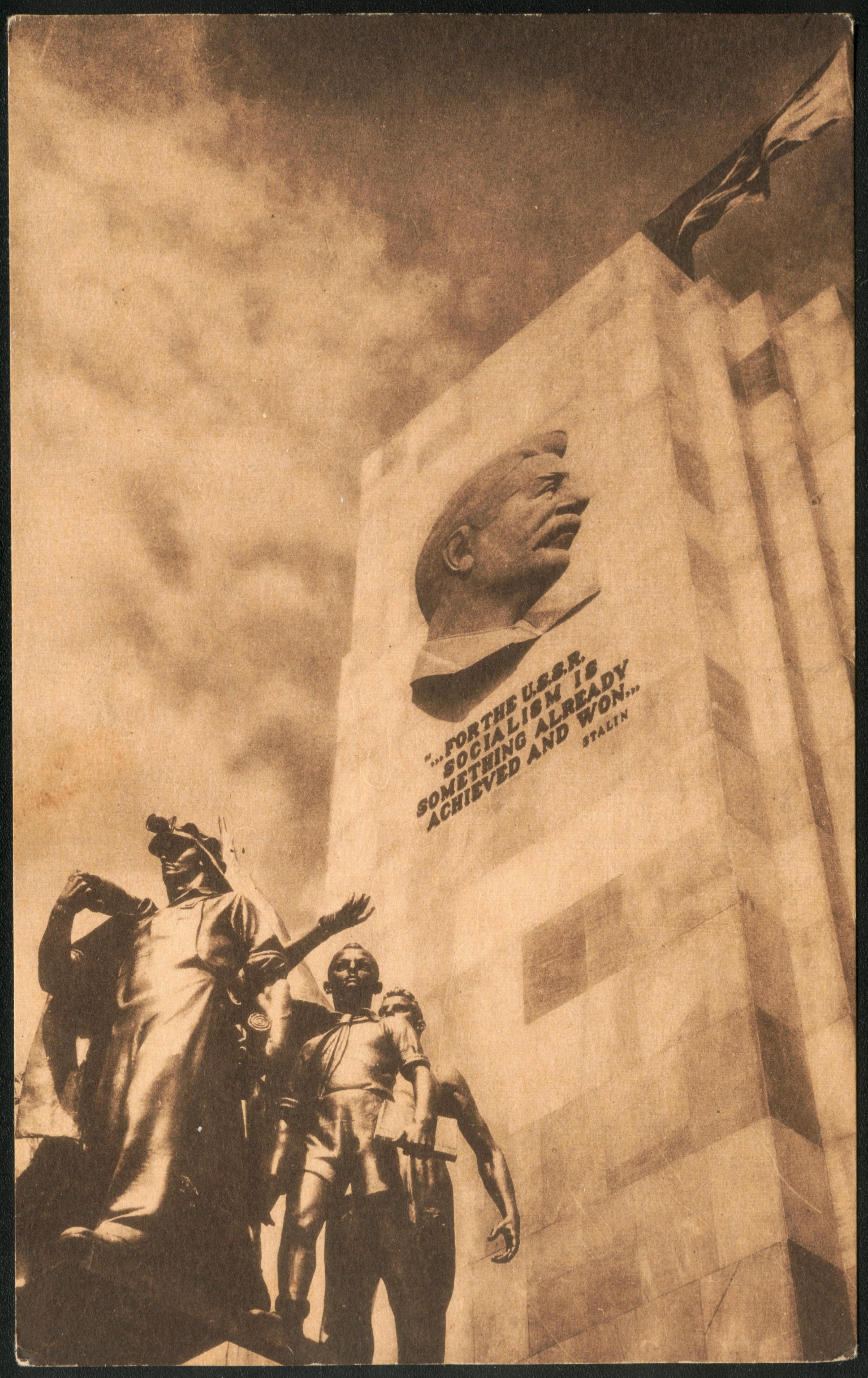
Барельєф Сталіна на радянському павільйоні
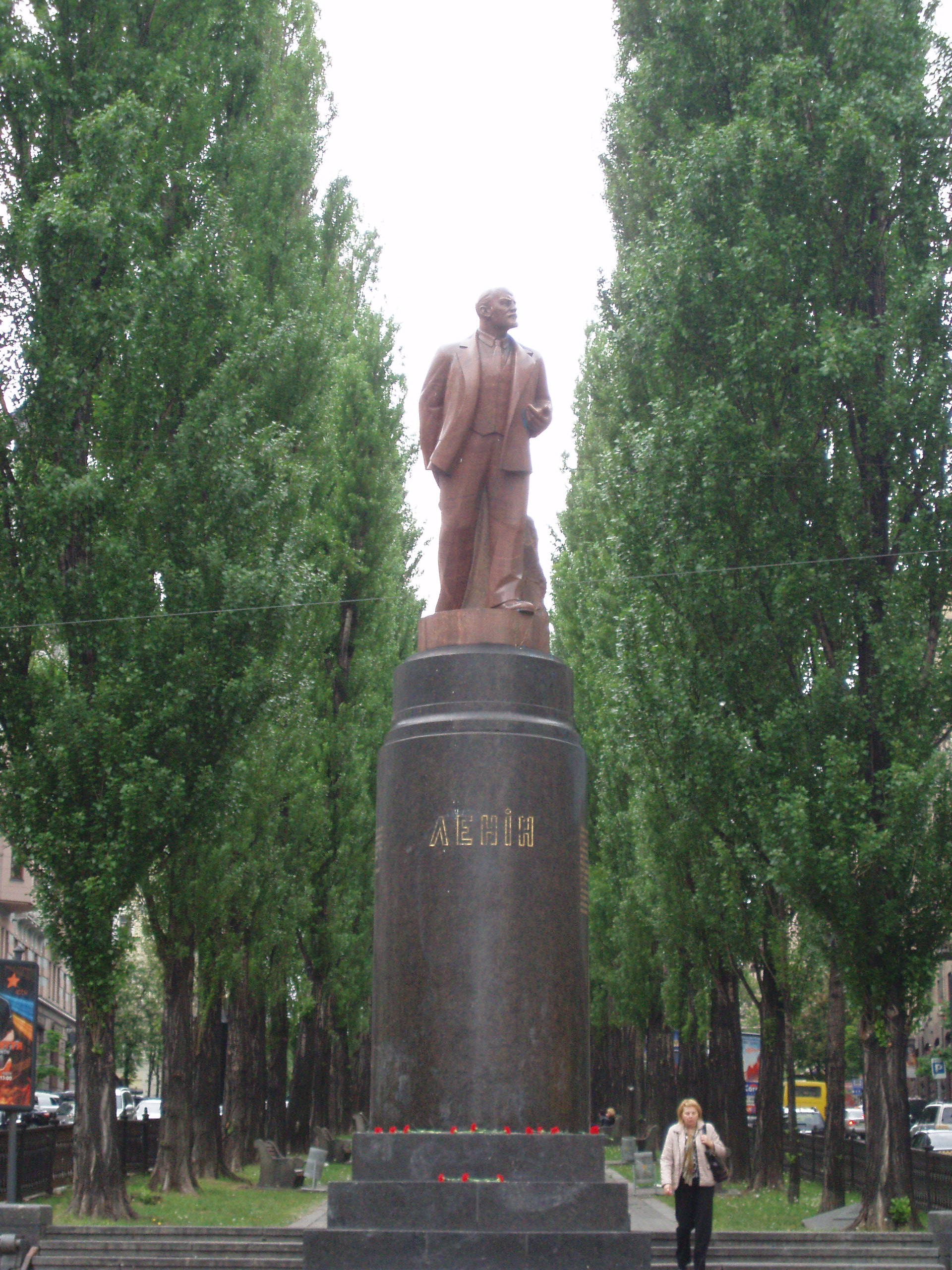
Пам'ятник В. Леніну
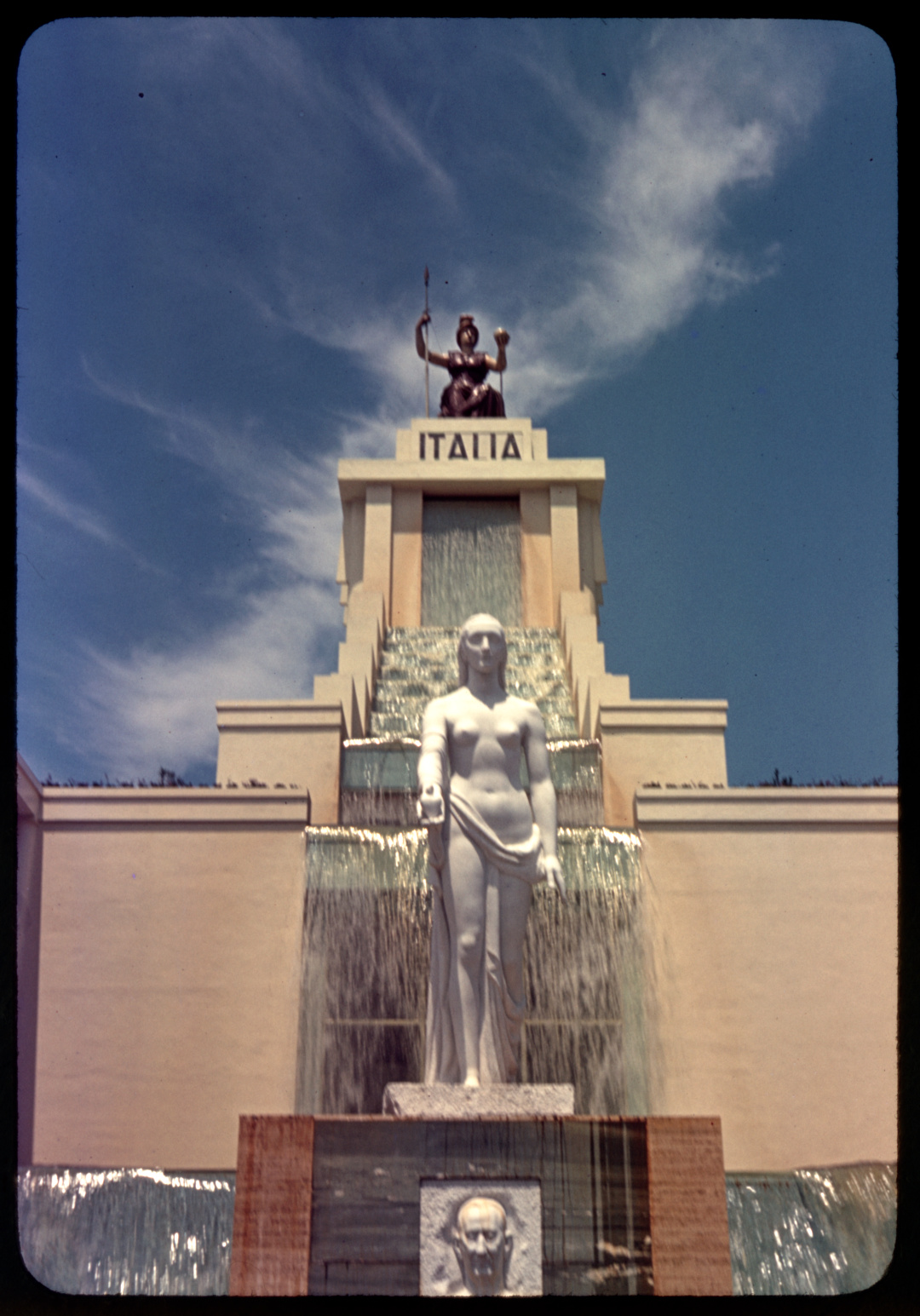
Итальянский павильон
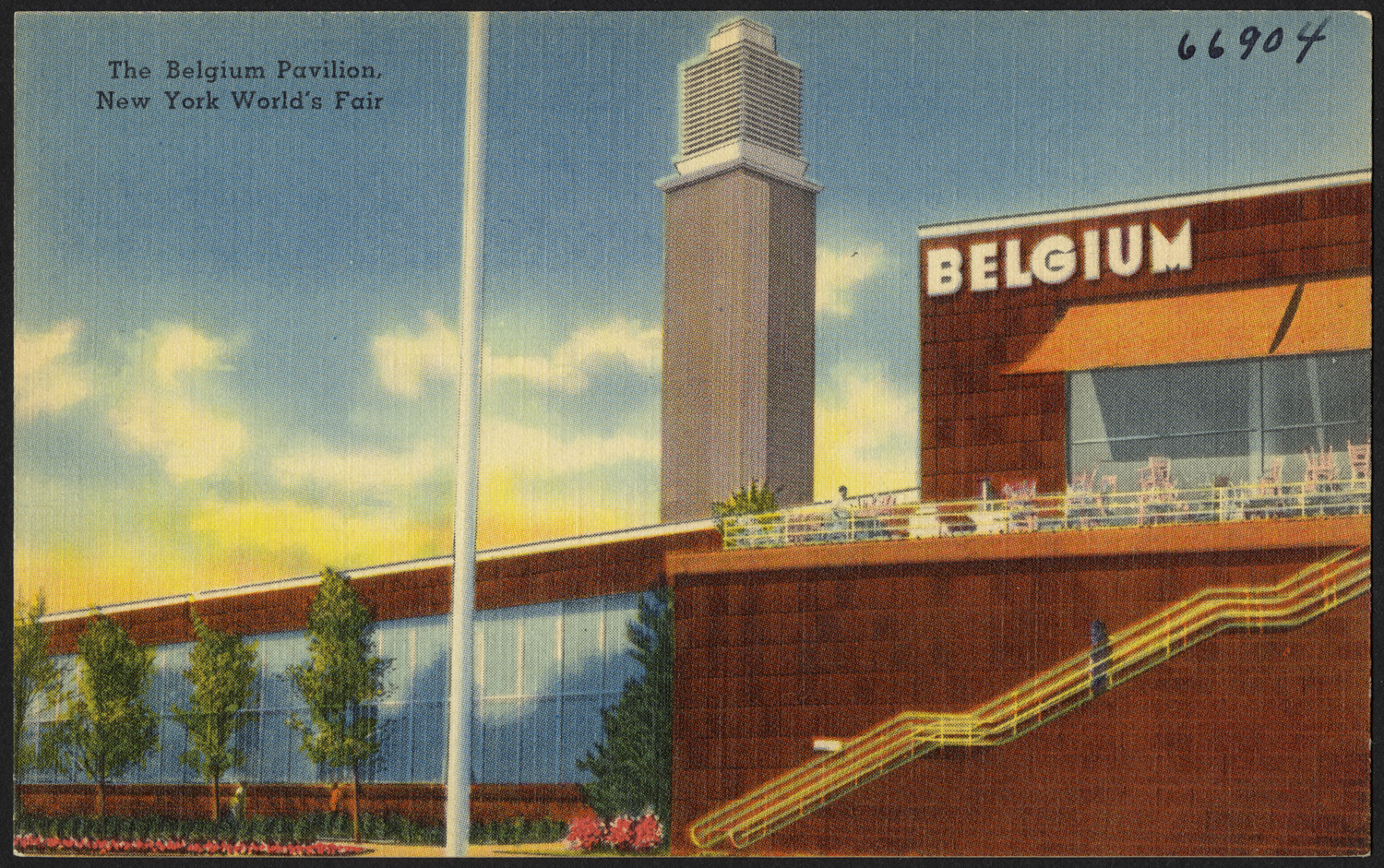
Бельгийский павильон
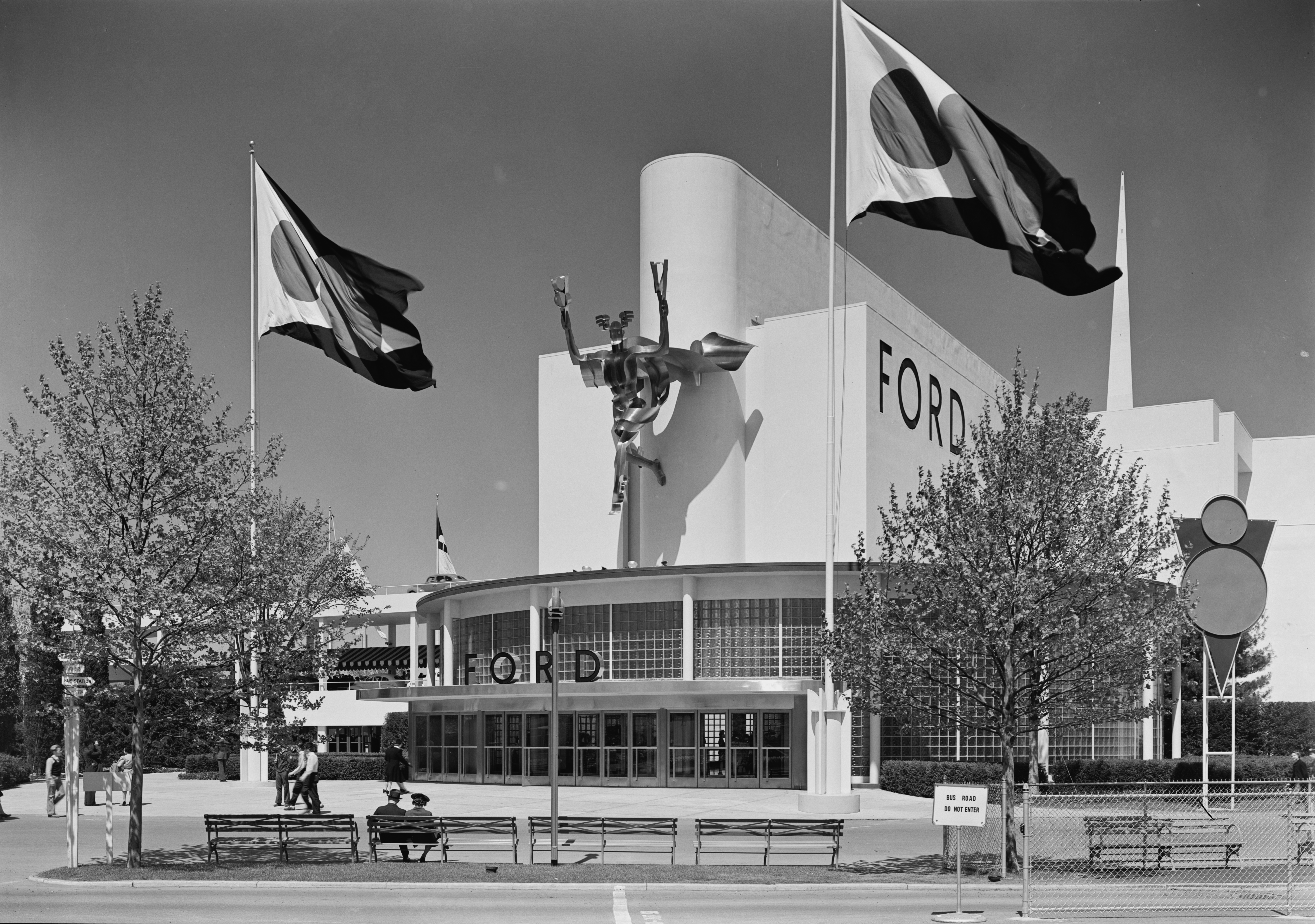
Павильон компании Ford
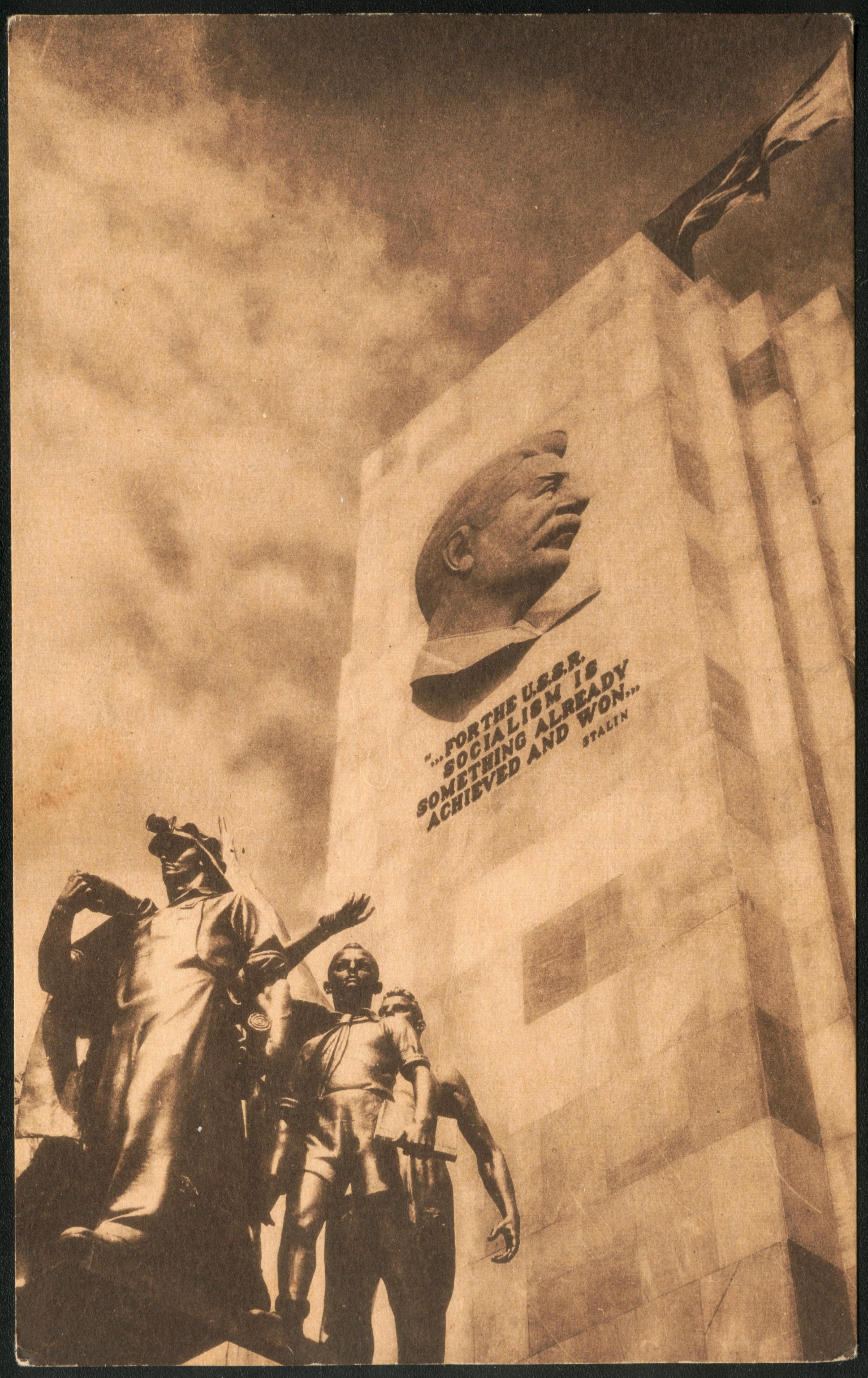
Барельеф Сталина на советском павильоне Всемирной выставки-1939 в Нью-Йорке
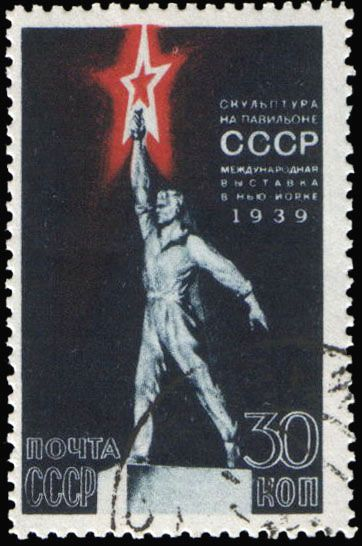
Скульптура «Рабочий со звездой» на павильоне СССР
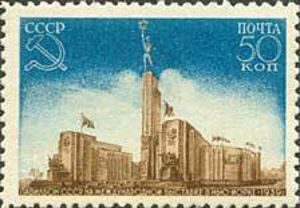
Общий вид павильона СССР